# Paralaxita panyasis
Paralaxita panyasis är en fjärilsart som beskrevs av Hans Fruhstorfer 1914. Paralaxita panyasis ingår i släktet Paralaxita och familjen Riodinidae. Inga underarter finns listade i Catalogue of Life.